# Гликман, Виктор Яковлевич
Ви́ктор Я́ковлевич Гли́кман (псевдонимы Ирецкий, Старозаветный, Ириксон; 1 сентября 1882, Харьков — 16 ноября 1936, Берлин) — русский писатель, журналист, критик.

## Биография
Родился в 1882 году в Харькове в семье студента Императорского Харьковского университета Янкеля Лазеровича (Лазаревича) Гликмана, впоследствии — инженера-путейца. Был старшим ребёнком в семье (родители заключили брак в том же 1882 году). Шесть лет учился в Киевском политехническом институте, два года — в Санкт-Петербургском университете, вольнослушателем. Посещал лекции в Санкт-Петербургском археологическом институте. Печатался в «Речи», «Киевской газете», «Мире Божьем» и других изданиях. Заведовал библиотекой Дома литераторов в Петрограде. Его женой была педагог Елена Антипова. В ноябре 1922 года выслан из СССР.
В эмиграции выпустил фантастический роман «Наследники» (1928), в том же году переизданный в СССР как «переводной» — под именем Я. Ириксон и заглавием «Завет предка». В романе Гренландия отапливается с помощью Гольфстрима, перегороженного плотиной из быстрорастущих кораллов. Входил в группу «Кабаре русских комиков» в Берлине (1931), вместе с В. М. Деспотули, Ю. В. Офросимовым, Я. В. Окснером.
Умер 16 ноября 1936 года в возрасте 54 лет от туберкулёза. Похоронен 19 ноября 1936 года в Берлине на православном кладбище Тегель в пятом ряду четвёртого квартала.

## Образ в искусстве
Является прототипом главного героя романа Дмитрия Быкова «Орфография».

## Интересные факты
После смерти В. Гликмана псевдонимом Ирецкий пользовался журналист Н. М. Волковысский.